# Леви, Рональд (легкоатлет)
Рональд Леви (англ. Ronald Levy; род. 30 декабря 1992 или 30 октября 1992, Приход Вестморленд, Корнуолл) − ямайский легкоатлет, чемпион Игр Содружества 2018 года, бронзовый призёр летних Олимпийских игр 2020 в Токио в беге на 110 метров с барьерами.

## Биография и спортивная карьера
Родился 30 октября 1992 года в Уэстморленде. Учился в Технологическом университете Ямайки. Ему потребовалось время, чтобы развиться в качестве элитного спортсмена, первоначально участвовавшего в различных спринтерских соревнованиях и соревнованиях по бегу с препятствиями. В сезоне 2014 года он пробежал 200 метров с лучшим результатом — 20,81 секунды, показав свою неизменную скорость. Он постепенно улучшил свое время в беге на 110 м с барьерами, пробежав 13,63 секунды в 2015 году и 13,50 в 2016 году.
Значительный прорыв произошел в сезоне 2017 года под руководством тренеров Стивена Фрэнсиса и Бриджит Фостер-Хилтон. Он победил олимпийского призера Хэнсла Пергамента на UTech Classic, а затем выиграл в эстафете Пенна с новым рекордом — 13,33 секунды.
Во время своего дебюта в Бриллиантовой лиге ИААФ он занял второе место после олимпийского чемпиона Омара МакЛеода на Prefontaine Classic — его время в 13,10 секунды поставило его на второе место в мире после своего соотечественника.
Занял второе место после МакЛеода на чемпионате Ямайки по легкой атлетике в июне, затем переиграл своего соперника, чтобы победить на чемпионате Ямайки.
На чемпионате мира по легкой атлетике 2017 года он столкнулся с первым барьером в забеге и снялся с соревнования.
Впервые выступил в соревнованиях по бегу с барьерами в помещении в 2018 году, и после победы на Гран-при в помещении в Глазго сумел выйти в полуфинал чемпионата мира по бегу на 60 метров с барьерами на чемпионате мира ИААФ в помещении 2018 года. Он получил свою первую международную медаль в возрасте 25 лет, взяв золото на Играх Содружества.

## Олимпиада 2020 в Токио
В финале бега на 110 м с барьерами на Олимпийских играх Рональд Леви выиграл бронзовую медаль со временем 13.10, финишировав позади Хэнсла Пергамент и Гранта Холлоуэя..

## Личные рекорды
- 60 метров — 6,62 (2016)
- 100 метров — 10,17 (2017)
- 200 метров — 20,81 (2014)
- Бег на 60 метров с барьерами — 7,49 (2017)
- Бег на 110 метров с барьерами — 13.05 (2017)